# Rai Manuk
Rai Manuk (Raimanuk) ist ein indonesischer Distrikt (Kecamatan) im Regierungsbezirk Belu (Provinz Ost-Nusa Tenggara).

## Geographie
Rai Manuk liegt im Süden des Regierungsbezirks Belu. Nördlich liegen die Distrikte Nanaet Dubesi und Westtasifeto (Tasifeto Barat). Südlich befindet sich der Regierungsbezirk Malaka mit den Distrikten Laenmanen, Ostmalaka (Malaka Timur), Kobalima und im Osten Ostkobalima (Kobalima Timur). Westlich liegt der Regierungsbezirk Nordzentraltimor (Timor Tengah Utara). Die Grenze zu Ostkobalima wird vom Mota Babulu gebildet. Ursprünglich war Rai Manuk Teil von Ostmalaka.
Der Distrikt Rai Manuk teilt sich in die Desas Tasain (1.120 Einwohner 2010), Teun (1.693), Renrua (1.337), Mandeu Raimanus (1.710), Faturika (1.290), Rafae (1.323), Duakoran (1.116), Mandeu (2.394) und Leuntolu (2.428).
Verwaltungssitz ist Faturika.

## Einwohner
2010 lebten in Rai Manuk 14.411 Menschen. Sie gehören mehrheitlich zur Ethnie der Tetum, Faturika und Renrua sind aber Dörfer der Bunak.
Trotz vieler lebendiger, traditioneller Riten sind die Einwohner Rai Manuks in ihrer Mehrheit katholischen Glaubens.

## Geschichte
Über 100 Häuser in Faturika, Duakoran, Mandeu und Mandeu Raimanus wurden im Mai 2011 durch Erdrutsche zerstört. Menschen wurden nicht verletzt.